# セイギのミカタ いちご模様は正義の印
『セイギのミカタ いちご模様は正義の印』（セイギのミカタ いちごもようはせいぎのしるし）は、なめこ印による日本のライトノベルである。イラストは中山みゆき、装丁は荻原栄一。2010年にHJ文庫より刊行された。第四回ノベルジャパン大賞最終選考作品。

## ストーリー
大小森正樹は、ある日祖父から田神が届き、桃園市へ向かう。そこでは正義の味方と怪人が戦っている町で・・・。

## 登場人物
大小森 正樹（おおごもり まさき）
本作の主人公。萌森高校に転入した高校1年生。中性的な顔立ちをしているため、よく女の子と間違われたり、姉に女装させられたりしている。女装をすると自然と女言葉になってしまう。
晴家 いちご（はれいえ いちご）
萌森高校1年生で正樹と同じクラス。ストロベリーパンツァーとして、怪人と戦っている。Oウイルスに感染したためにグラマーな体となり、ハレンチというあだ名をつけられた過去があるため、名字で呼ばれるのは嫌がる。優しい性格で人が困っているのは見過ごせない。スクール水着などのコスチュームにより羞恥心を高めて、怪人を倒している。
勅使河原 ラブ（てしがわら ラブ）
小学生。フグの毒にあたって死んだ父親のために世界征服をしようとしている。本当に非道なことはできないため、憎まれないキャラ。友達からはラブ様と呼ばれている。悪の総帥ハルマゲドンとしていちご達と戦っている。
鏑木 りろん（かぶらぎ りろん）
萌森高校の生徒会長。父親が警察官なため、良くも悪くも正義感が強い。
大小森 鉦次（おおこもり かねつぐ）
正樹の祖父。いちごのコスチュームなどを開発している元正義の味方。

## 用語一覧
Oウイルス
ラブの父親がばらまいた人の理性を外すウイルス。性欲を増幅させて男が自分の欲望に忠実になる。潜伏期間があり、感染しても発症までには時間がかかる。

## 既刊一覧
1. 2010年11月1日初版 ISBN 978-4-7986-0143-4